# Найдхарт, Кристель
Кристель Найдхарт (нем. Kristel Neidhart; род. 12 марта 1933, Тильзит, как Конрад Кристель) — немецкая писательница и художница.

## Жизнь
Кристель Найдхарт  родилась в 1933 году в Тильзите в семье портного, в этом восточно-прусском городе провела своё детство.  В 1944 году ей пришлось оставить свой родной город в результате военных потрясений и переехать в Шлезвиг-Гольштейн.  Там она училась у Эриха Берендта рисованию и созданию картин из различных материалов.  Первоначально художница использовала в иллюстрировании произведений такие элементы, как винты и колеса, но потом стала больше работать с гипсом и глиной.   В последние годы Найдхарт жила и работала в Констанце.  В дополнение к литературным произведениям, она также писала статьи для  Франкфуртского обозрения, Базельской газеты  и других печатных изданий.  За свои работы Найдхарт  получила различные награды и призы.

## Работы
- Niemand soll mich so sehen – Protokoll einer Pflege. Rotbuch Verlag, Berlin 1983, ISBN 3-880-22271-1.
- Scherbenlachen – eine Liebesgeschichte. Fischer Taschenbuch Verlag, Frankfurt am Main 1989, ISBN 3-596-23791-2.
- Vier Wände gaukeln mir Heimat vor – Erinnerungen. Fischer Taschenbuch Verlag, Frankfurt am Main 1989, ISBN 3-596-24729-2.
- Er ist jünger, na und? – Protokolle. Fischer Taschenbuch Verlag, Frankfurt am Main 1996, ISBN 3-596-24741-1.
- Im Winter singen keine Amseln – Roman. Fischer Taschenbuch Verlag, Frankfurt am Main 1997, ISBN 3-596-12889-7.